# باول فان دم
باول فـان دم هو سياسي أمريكي، ولد في 15 أكتوبر 1937 في مدينة سولت ليك في الولايات المتحدة. نشط حزبياً في الحزب الديمقراطي.